# Pimòids
Els pimòids o pimoids (Pimoidae) són una petita família d'aranyes araneomorfes descrites per J. Wunderlich l'any 1986. De les altres famílies d'aranyes la més pròxima és la dels linífids.
Són un grup relíquia amb espècies que sobreviuen en zones molt petites i disperses del planeta. La major part dels gèneres es troben a Oceania i Àfrica. Tot i així, es troben espècies en punts d'Europa (Alps, Apenins, serralada Cantàbrica), Amèrica (costa oest de Nord-amèrica) i en l'Himàlaia. L'any 2003 es va trobar una nova espècie al Japó. Aquesta distribució indica que va existir un predecessor en el passat que ocupava tota la zona holàrtica.

## Sistemàtica
Segons el World Spider Catalog amb data del 3 de gener de 2019, aquesta família té reconeguts 4 gèneres i 41 espècies; d'elles, 30 espècies són del gènere Pimoa. El creixement dels darrers anys és rellevant, ja que el 28 d'octubre de 2006 es reconeixien 3 gèneres i 25 espècies. Els 4 gèneres són:
- Nanoa Hormiga, Buckle & Scharff, 2005 (EUA)
- Pimoa Chamberlin & Ivie, 1943 Amèrica del Nord, Àsia, Europa
- Putaoa Hormiga & Tu, 2008 — Xina
- Weintrauboa Hormiga, 2003 — Xina, Japó, Rússia

### Superfamília Araneoidea
Els pimòids havien format part de la superfamília dels araneoïdeus (Araneoidea), al costat de tretze famílies més entre les quals cal destacar pel seu nombre d'espècies: linífids, aranèids, terídids, tetragnàtids i nestícids.
Les aranyes, tradicionalment, havien estat classificades en famílies que van ser agrupades en superfamílies. Quan es van aplicar anàlisis més rigorosos, com la cladística, es va fer evident que la major part de les principals agrupacions utilitzades durant el segle XX no eren compatibles amb les noves dades. Actualment, els llistats d'aranyes, com ara el World Spider Catalog, ja ignoren la classificació de superfamílies.